# Pedal Release System

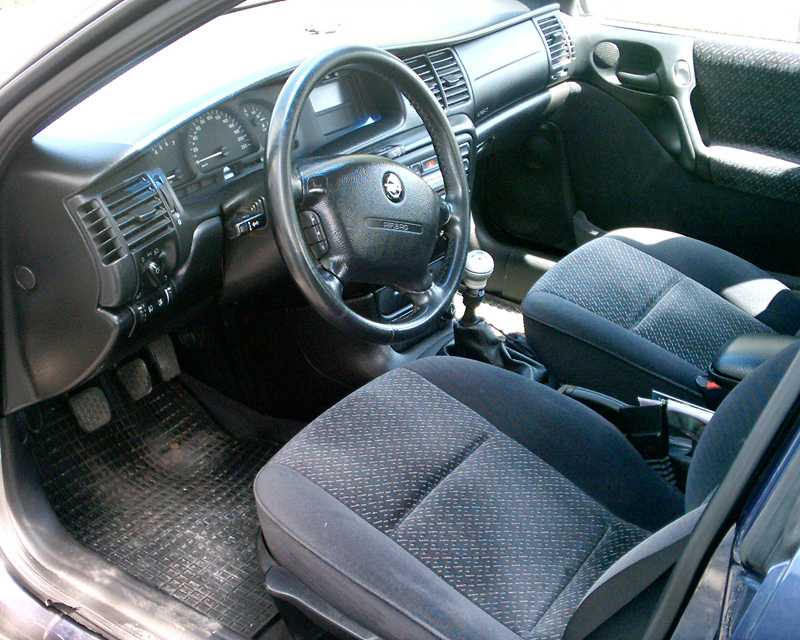
Innenraum eines Opel Vectra B

PRS steht für Pedal Release System oder auf Deutsch „Auskuppelnde Pedale“. Diese Sicherheitseinrichtung, ursprünglich von der Firma Opel für den Astra entwickelt, funktioniert so, dass bei einem Frontalaufprall das Kupplungs-, Brems- und Gaspedal nach unten weggeklappt werden, womit das Verletzungsrisiko für die Füße des Fahrers durch diese Pedale verringert werden kann: Wenn sich die Motor-Getriebekombination durch einen Frontalaufprall nach hinten verschiebt, können Pedale ohne diese Vorrichtung nach oben gedrückt werden.